# Encyclopedia Galactica
Encyclopaedia Galactica er en fiktiv hypotetisk encyklopædi, i en fremtidig civilisation, der har bredt sig til hele galaksen. Den indeholder al den viden som samfundet med dets billioner af mennesker og tusinde års af historie har opsamlet.
Den første der omtalte Encyclopaedia Galactica var forfatteren Isaac Asimov i bogen Foundation (på dansk Stiftelsen) fra 1951, hvor encyklopædien spillede en central rolle i civilisationens overlevelse. Efterfølgende har flere forfattere brugt begrebet, både inden for videnskab og science fiction. Eksempler på dette er Carl Sagans bog Cosmos (fra 1980) og Sagans efterfølgende dokumentar serie af samme navn, hvor der refereres til en hypotetisk fremtidig civilisation hvor al viden var samlet et sted. De første udgaver af tegneserien Legion of Super-Heroes havde også Encyclopaedia Galactica som omdrejningspunkt. Bredest kendt er dog begrebet i Douglas Adams' Hitchhiker's Guide to the Galaxy (på dansk Håndbog for vakse Galakseblaffere), hvor den kendes som guiden:
| Citat | I mange af de mere fredelige civilisationer på den ydre øst-ring af galaksen har Håndbog for Galakseblaffere allerede afløst den store Encyclopaedia Galactica som standard værk for al viden og visdom; for selv om det har mange mangler og indeholder meget der er af tvivlsom oprindelse – eller i hvert tilfælde stærkt upræcist – så tillægges det alligevel højere værdi, end det større værk, på to vigtige punkter: For det første er det en anelse billigere, og for det andet har det ordene "Bevar Roen" skrevet med store venlige bogstaver på omslaget. | Citat |
|       | |       |